# رويال كلوب تيلير
رويال كلوب تيلير (R.F.C. Tilleur-Saint-Nicolas) هو نادي كرة قدم بلجيكي من بلدية سينت نيكولاس في لييج. تأسس الفريق عام 1899 تحت اسم نادي تيلير لكرة القدم (Tilleur F.C).

## التاريخ
لعب الفريق في أول موسم لدوري الدرجة الثانية البلجيكي عام 1910، وفاز بها عام 1920 دون أن يتأهل للدرجة الأولى. تغير اسم الفريق عام 1925 إلى نادي رويال تيلير لكرة القدم (R. Tilleur F.C.) وفاز بدوري الدرجة الثانية وتأهل للدرجة الأولى. وفي أول مواسمه في الدرجة الأولى، حقق ثلاث انتصارات فقط وأنهى الموسم بثمان نقاط في المركز الأخير. وفي موسم 1928–29، لعب مرة أخرى في الدرجة الأولى لكنه حصد 9 نقاط هذه المرة وهبط. وأخيرًا في موسم 1933–34، لعب للمرة الثالثة في الدرجة الأولى وحل أيضًا للمرة الثالثة في المركز الأخير.
ظهر مرة أخرى في الدرجة الأولى في الفترات 1942–46 (توقفت عام 1945 بسبب الحرب العالمية الثانية) و1949–59 و1964–67. كان أفضل مركز حققه الفريق هو المركز الرابع عام 1965. عام 1989، اندمج النادي مع رويال سينت نيكولاس كلوب دي ليج وأصبح رويال كلوب تيلير سينت نيكولاس. اندمج لاحقًا عام 1995 مع كلوب ليج وأصبح رويال تيلير كلوب دي ليج (R. Tilleur F.C. de Liège)، يعرف الفريق حاليًا باسم رويال كلوب دي ليج (R.F.C. de Liège).

## ألقاب
- الدوري البلجيكي الدرجة الثانية:
  - البطل (5): 1919–20, 1924–25, 1932–33, 1938–39, 1947–48
  - الوصيف (2): 1927–28, 1963–64